# أحمد بن أبي الحواري
أبو الحسن أحمد بن أبي الحواري أحد علماء أهل السنة والجماعة ومن أعلام التصوف السني في القرن الثالث الهجري. أصله من الكوفة، وسكن دمشق في سوريا. وصفه ابن كثير بأنه «أحد العلماء الزهّاد المشهورين، والعباد المذكورين، والأبرار المشكورين، ذوي الأحوال الصالحة، والكرامات الواضحة». وقال عنه يحيى بن معين «إنّي لأظن أن الله يسقي أهل الشام به». ووصفه الجنيد بأنه «ريحانة الشام». صحب أبا سليمان الداراني، وروى عن سفيان بن عيينة، وبشر بن السري، وغيرهم. وروى عنه أبو داود، ومحمد بن ماجه، وأبو حاتم، وأبو زرعة الدمشقي، وأبو زرعة الرازي. ولد سنة 164 هـ وتوفي سنة 230 هـ.

## سيرته وطريقته
كان يُدعى بريحانة أهل الشام، فقد كان يعظ الناس بأعذب الكلام، ويُكثر من القصص، وينسب للتوراة والإنجيل، ويحكي عن النبي ويروي أحاديثه. قال عن علي بن فضيل أنه قال لأبيه: يا أبت ما أحلى كلام أصحاب محمد، فقال: يا بُني وتدري لِمَ الحلا؟ قال لا يا أبت. قال: لأنَّهم أرادوا الله به! وهكذا كانت روايات أحمد. وكان كثير الوعظ للنساء ويروي عنهن، وقد روى عن أسماء الرملية، والبيضاء بنت المفضل، ورابعة بنت إسماعيل، وتزوجها لما خطبته من نفسه، واستشار أبا سلمان الداراني فيها، وكانت قد ورثت مالًا، ولها طريق إلى الله، فأرادت أن تنفقه على الإخوان، أي الصوفية، فأشار عليه الداراني بالزواج منها، فإنَّ كلامها من الصديقين وإنها لولية لله. ورابعة هذه، سمية رابعة العدوية، وقيل اسمها رابعة، وكان الرواة يخلطون بين الرابعتين حتى ظنوا قبرها بالشام هو قبر رابعة. ولم تكن رابعة بها شهوة لابن أبي الحواري، وتحكي أنه عندما يجيئها كانت تطعمه الطيبات وتطيبه وتقول له: اذهب بنشاطك وقوتك إلى أزواجك. وقيل إنه تزوج عليها ثلاث نسوة.
وكان أحمد يروي الكثير عن الداراني، بل ويعتبر بحكم الراوي الوحيد له. وكلامه أغلبه يدور على المحبة، أو أن ما يرويه عن الآخرين أغلبه عنها. وهو يروي مثلًا عن أحد الرهبان مبررًا عزلته وحبسه لنفسه: نجد في كتبنا أن بدن ابن آدم خُلق من الأرض، وروحه خلقت من ملكوت السماء، فإذا جاع بدنه أعراه وأسهره، نازع الروح إلى الموضوع الذي خرج منه، وإذا أطعمه وسقاه ونومه وأراحه، أخلد البدن إلى الموضع الذي خرج منه، فلم يكن شيء أحب إليه من الدنيا. قيل ولهذا سمي الصوفية باسم الروحانية. وباسم الجوعية؛ لأنهم أجاعوا البدن فصاروا أرواحًا هائمة.
واشتهر ابن أبي الحواري بقصصه هذه أو أماثيله، ويُحكى أن امرأة طرقت بابه وقالت: ضالة، دلني على الطريق رحمك الله. فقال: رحمك الله، على أي طريق تسألين؟ فبكت ثم قالت: يا أحمد! على طريق النجاة! فقال: هيهات! إنَّ بيننا وبين طريق النجاة عقبات، وتلك العقبات لا تقطع إلَّا بالسير الحثيث، وتصحيح المُعاملة، وحذف العلائق الشاغلة عن أمر الدنيا والآخرة. قال: فبكت بكاءًا شديدًا، ثم قالت: يا أحمد، سُبحان مَن أمسك عليك جوارحك فلم تتقطع، وحفظ عليك فؤادك فلم يتصدع. ثم خرَّت مغشيًا عليها، فقال لبعض النسوة: انظرن أي شيء حال هذه الجارية؟ فقمن إليها ففتشنها وقلن إنها ميتة، فقال: لمن هي؟ قالوا: جارية قرشية مصابة، وكانت تشكو إلينا وجعًا بجوفها، فكنا نصفها لمتطببي الشام، فكانت تقول: خلوا بيني وبين الطبيب الراهب -تعني أحمد- أشكو إليه بعض ما أجد من بلائي، لعله أن يكون عنده شفائي! ولا يُعلم السبب الذي من أجله يصف ابن أبي الحواري نفسه بالطبيب الراهب، إلَّا أن يكون ذلك لاشتهاره بالرواية عن التوراة والإنجيل.
ويُروى أنَّه كان كثير الاقتناء للكتب غير الإسلامية التي يستقي منها درايته وحكاياته عن الصالحين من غير المسلمين. ويُحكى أنَّه في لحظة زهد فيها استغنى عنها -أي الكتب- وألقاها في البحر، فقد رووا عنه أنه قال في تبرير فعلته: نِعمَ الدليل كنتِ (يُخاطب الكتب)، والاشتغال بالدليل بعد الوصول محال. وقيل أنَّه فعل ذلك بعد ثلاثين سنة كان يطلب العلم فيها، فلما بلغ فيه الغاية حملها إلى البحر فأغرقها، وقال: يا علمُ! لم أفعل هذا بك تهاونًا بك، ولا استخفافًا بحقك، ولكن كنت أطلبك لأهتدي بك إلى ربي، فلما اهتديت بك إلى ربي استغنيت عنك! وكان فعله هذا قج فعل مثله داود الطائي بسبب فقد بصره، فالقى بكتبه في البحر، ويبدو أنَّه تعلم أيضًا أن العلم لا يوصل إلى الله تعالى، وإنما العلم لغاية أخرى.
وكان يقول: لا دليل على الله سواه، وإنما يُطلب العلم لآداب الخدمة. وإن كان للعلم درس قد انتهت إليه فائدته، فهو هذا الدرس الذي يحكيه عن أحد الرهبان، لما سأله عن الشيء القوي الذي يجدونه في كتبهم، فقال: ما نجد شيئًا أقوى من أن تجعل حيلك وقوتك كلها في محبة الخالق. وكانت نظريته في المحبة: أنه ليس من أعلام الحب أن تحب ما يبغه حبيبك، وعلامة حب الله طاعته، وحب ذكره، ولا يستطيع العبد أن يحب الله حتى يكون الابتداء من الله له بالحب، وذلك حين يعرف منه الاجتهاد في مرضاته.

### مرتبة المحبة
ويرى أنَّ مرتبة الحب لله هي أعلى مراتب السلوك، وهي مرتبة المقربين، وحتى حبه للناس يحكمه الحب لله، فالرجل لا يحب أخاه إلا لأنه يراه يُحسن خدمة ربه. والرضا بالله هو نواة الحب لله، وهو أن لا تختار شيئًا إلا ما يختاره الله لك، والرضا يُسلم إلى الطاعة، والطاعة معها الندم على الذنب، وتصحيح المعاملة والاستغفار باللسان والتوبة، والتوبة تؤدي إلى الزهد، ومن الزهد يتشعب الصدق والتوكل والاستقامة، ثم تتشعب المعرفة، ومنها الذِّكرُ، ثم يتشعب من الذكر الحلاوة والتلذذ فيكون الأُنس، فالحياء من الله، فالخوف منه، ثم تحدث الروعة، فيكون الانتقال إلى محبة الله التي تورث محبة كلامه وهو القرآن.
وكان يقول: إني لأقرأ القرآن فأنظر آية آية فيحار عقلي فيها، وأعجب من حُفاظ القرآن كيف يهنيهم النوم ويسيغهم أن يشتغلوا بشيء من الدنيا وهم يتكلمون كلام الرحمن! أما لو فهموا ما يتلون، وعرفوا حقه، وتلذذوا به واستحلوا المناجاة به، لذهب عنهم النوم فرحًا بما رزقوا ووفقوا.

## من أقواله
- من عمل بلا اتباع السنة، فباطل عمله.[1]
- ما ابتلى الله عبدًا بشيء أشد من الغفلة والقسوة.[4]
- من عرف الدنيا زهد فيها، ومن عرف الآخرة رغب فيها، ومن عرف الله آثر رضاه.[5]
- ليس بالطَاعةِ سُعِدوا، ولكن بالسَعادةِ أطَاعوا، وليس بالمعَصيةِ شَقوا ولكن بالشَقاوةِ عَصَوا.